# Publius Sestius
Publius Sestius (* um 95 v. Chr.; † nach 35 v. Chr.) war ein römischer Politiker in den letzten Jahrzehnten der Römischen Republik.
Publius Sestius war der Sohn eines Volkstribuns. Nach seiner Quaestur kämpfte er im Jahre 63 v. Chr. unter dem Konsul Gaius Antonius Hybrida bei Pistoria gegen Catilina. Anschließend begleitete er Antonius als Proquaestor nach Makedonien. Für das Jahr 57 v. Chr. wurde er zum Volkstribun gewählt. Gemeinsam mit seinem Kollegen Titus Annius Milo setzte er sich für die Rückkehr Marcus Tullius Ciceros aus dem Exil ein. Dabei kam es zu Zusammenstößen mit den Banden des Publius Clodius Pulcher, weshalb Sestius im folgenden Jahr von seinen Gegnern (u. a. Publius Vatinius) angeklagt wurde. Im Prozess unter Vorsitz des Marcus Aemilius Scaurus wurde er von Cicero mit einer erhaltenen Rede erfolgreich verteidigt.
Nach seiner Prätur etwa im Jahre 55 v. Chr. wurde Sestius 52 v. Chr. erneut, diesmal wegen ambitus, angeklagt und wiederum von Cicero verteidigt. 49–48 v. Chr. verwaltete Sestius die Provinz Kilikien. Nach der Schlacht bei Pharsalos ging er zu Gaius Iulius Caesar über, unter dem er weiter einflussreiche Positionen bekleidete. Er kämpfte mit Gnaeus Domitius Calvinus gegen König Pharnakes II., den Sohn des berühmten Römerfeindes Mithridates VI. von Pontos. 46 v. Chr. hielt Sestius sich wieder in Rom auf. 39 und 35 v. Chr. wird er in Senatsbeschlüssen erwähnt.
Publius Sestius war in erster Ehe verheiratet mit einer Albinia und danach mit Cornelia, einer Tochter des Lucius Cornelius Scipio Asiaticus. Mit seiner ersten Gattin Albinia hatte er eine Tochter Sestia und einen Sohn Lucius Sestius, der zeitweise ein Gefolgsmann des Marcus Iunius Brutus war, aber später von Octavian begnadigt wurde und im Jahre 23 v. Chr. das Konsulat erreichte.